# Park im. Adama Mickiewicza w Łodzi

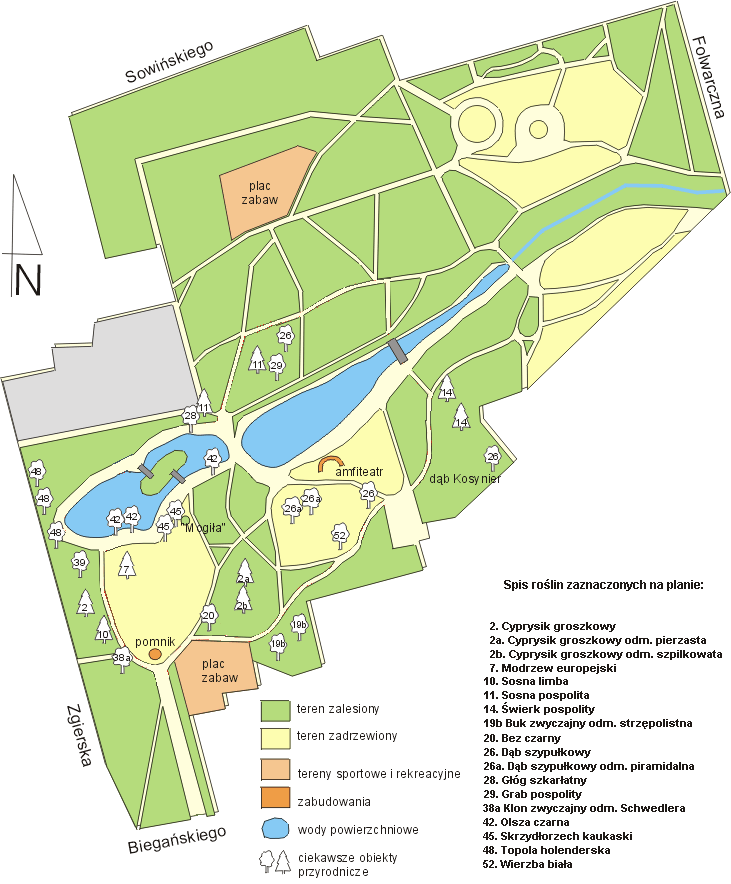
Plan parku

Park im. Adama Mickiewicza (Park Julianowski) – zabytkowy łódzki park o powierzchni 49,4 ha, znajdujący się w osiedlu Julianów, obrębie ulic: Zgierskiej, Sowińskiego, Jaworowej, Folwarcznej, al. Róż, Karłowicza. Park znajduje się w obniżeniu, rozciąga się wzdłuż doliny rzeki Sokołówki.

## Historia
Prawdopodobnie w średniowieczu był tu drewniany gródek obronny. Później wieś należała do niewielkich dóbr szlacheckich. Na początku XIX wieku teren obecnego parku przeszedł w posiadanie Stanisława Strzałkowskiego. W latach 80. XIX wieku majątek zlicytowano. Posiadłość nabył łódzki fabrykant Juliusz Heinzel (od jego imienia wywodzi się nazwa parku) i około 1890 roku wybudował tu za sumę 60 000 rubli pałac inspirowany formami włoskiego renesansu, z widokiem na stawy. Pałac został zbudowany na wzniesieniu rozpościerającym się na końcu alei lipowej (lipy sprowadzono z Niemiec, z berlińskiej firmy L. Spätha – aleja przetrwała do dziś), wiodącej do pałacu od ulicy Biegańskiego. Schody z tarasu rezydencji wiodły wprost do brzegu stawu. Między pałacem i stawem znajdowała się fontanna. Ozdobą parku było rozlewisko wodne (zajmowały znacznie więcej miejsca niż obecne stawy). Obok pałacu mieścił się zwierzyniec i sad. Dokonano wtedy przebudowy parku, m.in. wybudowano liczne schody, fontanny, kaskady, mostki oraz dosadzono wiele egzotycznych drzew. Większość z tych okazów nie zachowała się do dziś.
W 1897 roku pałac i park zostały odkupione od pozostałych spadkobierców przez syna Juliusza Teodora Heinzla. Założenie funkcjonowało do lat trzydziestych XX wieku. Jednak rozrzutność właścicieli spowodowała ruinę materialną rodziny i konieczność sprzedaży pałacu, który, w 1938 roku, kupił magistrat miasta Lodzi z przeznaczeniem na muzeum regionu. W czasie II wojny światowej w pałacu znajdowała się siedziba sztabu Armii „Łódź”, co sprowadziło, 6 września 1939 roku, na pałac bombardowanie. Pałac został uszkodzony, a następnie rozebrany przez niemieckich okupantów. W parku znajduje się głaz upamiętniający poległych w tym miejscu żołnierzy. Niemcy znacznie przebudowali park. Wytyczyli alejki w leśnej części i zmniejszyli ich liczbę w części parkowej. Zasypali część stawów i przesadzili część drzew nadając w ten sposób parkowi plastyczny, pejzażowy charakter.

### Po II wojnie światowej
Po II wojnie światowej rozebrano ogrodzenie parku, a w północno-wschodniej jego części zlokalizowano urządzenia sportowe. Na terenie niezadrzewionym ustawiono wieżę spadochronową z miejscem do lądowania należącą do Ligi Lotniczej oraz tor modelarski. W latach 50. XX w. stawy przebudowano i wyregulowano, nadając im obecny wygląd. Ich oś stanowi rzeka Sokołówka. Z tego okresu pochodzi również muszla koncertowa wybudowana przez Wydział Kultury Miasta Łodzi. Teren parku został powiększony przez przyłączenie i zagospodarowanie terenów folwarcznych. W latach dziewięćdziesiątych park został dodatkowo powiększony o wykupiony przez miasto obszar dawnej hurtowni (teren zaznaczony na mapie na szaro). Utworzono tam nowe boiska do siatkówki, koszykówki i piłki nożnej oraz górkę dla saneczkarzy i rowerzystów górskich.
Park sąsiaduje z osiedlem willowym zwanym Julianów – od nieformalnej nazwy parku.
W parku Mickiewicza znajduje się dwadzieścia drzew wpisanych na listę pomników przyrody (np. dąb „Kosynier”). Od 1984 roku park jest wpisany do rejestru zabytków Narodowego Instytutu Dziedzictwa.

## Galeria

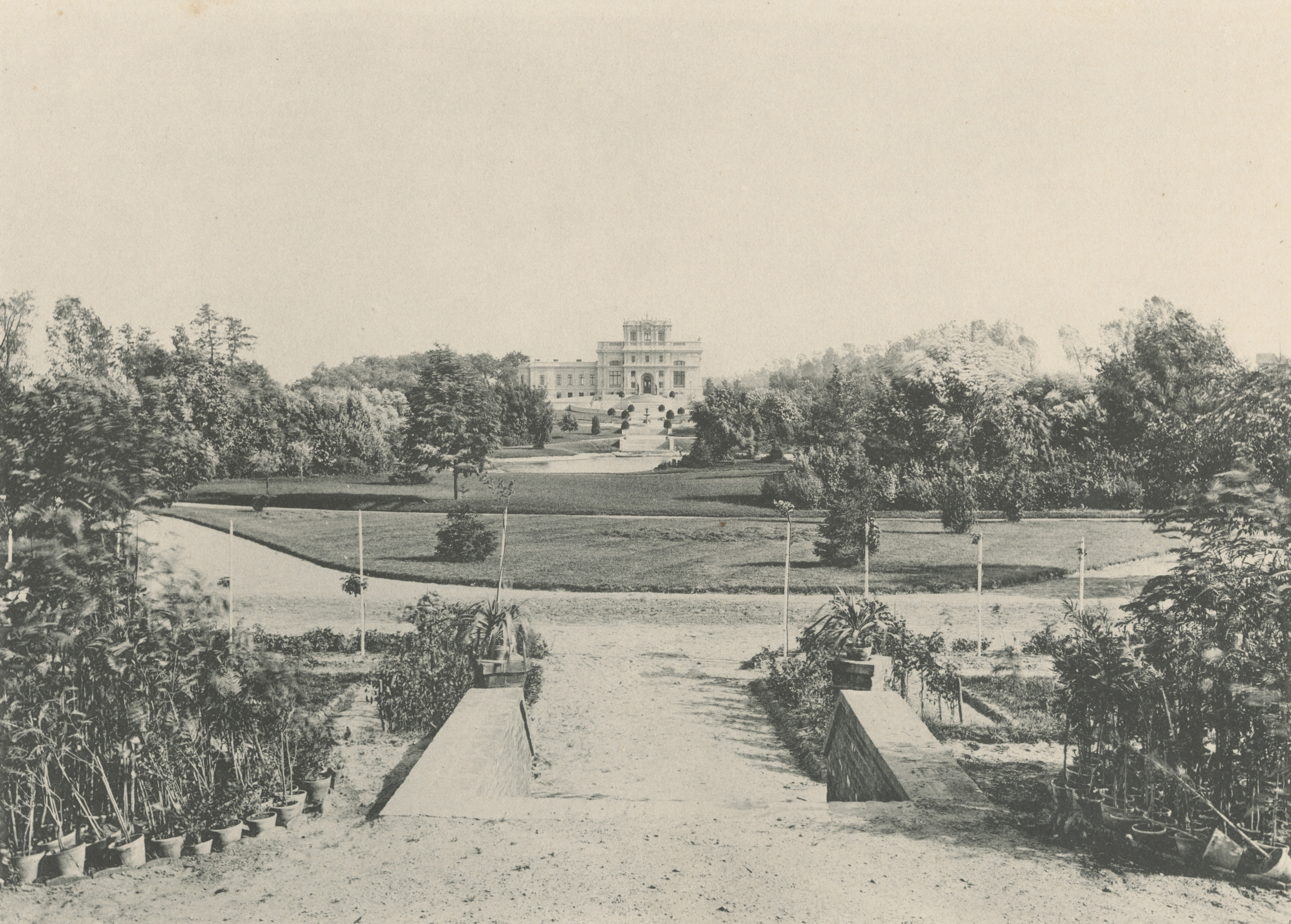
Park i pałac w Julianowie (fot. Bronisław Wilkoszewski, 1896)
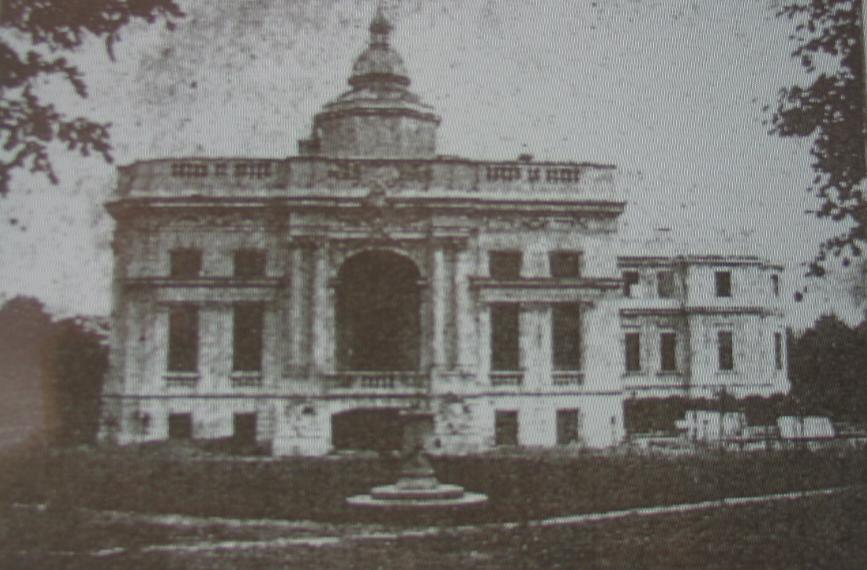
Pałac Juliusza Heinzla w parku Julianów
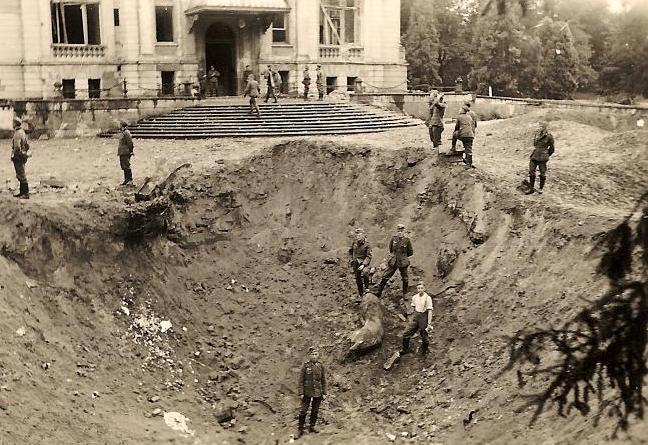
Pałac po bombardowaniu we wrześniu 1939
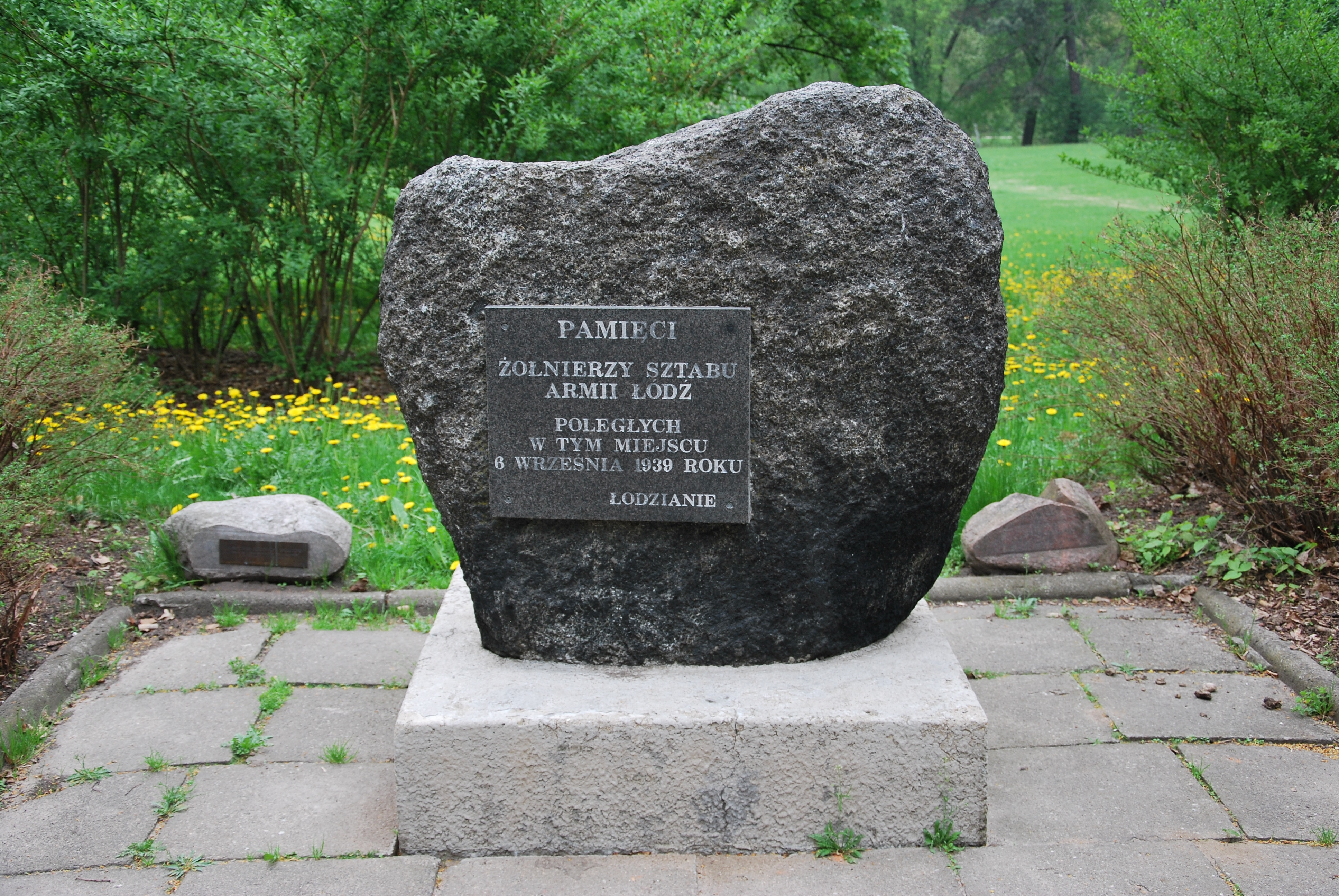
Głaz upamiętniający poległych w tym miejscu żołnierzy Armii „Łódź”